# Walkover (film)
Walkover è un film del 1965 diretto da Jerzy Skolimowski.